# Диноптеры
Диноптеры (лат. Dinoptera) — род жуков из подсемейства усачики семейства жуков-усачей.

## Описание
Надкрылья сильно блестящие с синим или зелёным металлическим отливом.

## Систематика
- Род: Dinoptera
  - Подрод: Dinoptera Mulsant, 1863
    - Вид: Dinoptera anthracina
    - Вид: Dinoptera collaris
    - Вид: Dinoptera minuta

  - Подрод: Pseudodinoptera Pic, 1900
    - Вид: Dinoptera daghestanica